# مالوری وبر
مالوری وبر (انگلیسی: Mallory Weber؛ زادهٔ ۴ آوریل ۱۹۹۴) بازیکن فوتبال اهل ایالات متحده آمریکا است.
از باشگاه‌هایی که در آن بازی کرده‌است می‌توان به باشگاه فوتبال پورتلند تورنز اشاره کرد.
وی همچنین در تیم‌های ملی فوتبال United States women's national under-20 soccer team و زیر ۲۳ سال زنان ایالات متحده آمریکا بازی کرده‌است.